# Adolf Anderssen
Karl Ernst Adolf Anderssen (Breslau, Poroszország, 1818. július 6. – 1879. március 13. Breslau) német sakkmester volt, a 19. század egyik legjobbja a sakkban, akit a modern sakkozás első nagy alakjai közt tartanak számon.
Anderssent 1851 és 1858, illetve 1861 és 1866 közt a világ legjobbjának tartották. Néha nem hivatalos világbajnokként is emlegetik, bár az első nem hivatalos világbajnoki címet a legtöbb vélemény szerint Paul Morphy vívta ki, aki Anderssennél is jobbnak bizonyult. 1858-ban Anderssen páros mérkőzésen kikapott Morphytól, majd 1866-ban a korszak másik kiemelkedő sakkozójától, Wilhelm Steinitztől. Anderssen három nagy sakktornán lett győztes: 1851-ben és 1862-ben Londonban és 1870-ben Baden-Badenben.

## Háttere
Breslauban született, az akkor Poroszországhoz tartozó Sziléziában. Élete jó részét itt töltötte. Sohasem házasodott meg, megözvegyült édesanyjával és pártában maradt lánytestvérével élt.
A breslaui állami gimnáziumban végzett, majd az egyetemen matematikát és filozófiát tanult. Miután végzett, a Friedrich gimnáziumban kapott tanári állást, később ugyanott matematika professzor lett. Csendes, állandó, fegyelmezett középosztálybeli életet élt. A hivatása a matematika tanítása, hobbija és szenvedélye a sakkozás volt.
Kilencéves korában apja tanította sakkozni. A játék stratégiáját emlékezése szerint William Lewis La Bourdonnais és McDonnell 50 játszmája című (1835) könyvéből tanulta. Nem volt sakkcsodagyerek. Fejlődése tervezett volt és 1840-re, huszonegy éves korára még nem haladta meg az olyan német mesterek szintjét, mint Ludwig Bledow, von der Lasa vagy Wilhelm Hanstein. Először azzal érdemelte ki a közfigyelmet, hogy 1842-ben sakkproblémákról szóló írásokat közölt. 1846-ban a Schachzeitung („Sakkújság”, a későbbi Deutsche Scahchzeitung, „Német sakkújság”) szerkesztője lett.

## Sakk-karrierje
London, 1851
1848-ban Anderssen döntetlent ért el a profi játékos Daniel Harrwitz ellen. E játszma és hírneve alapján meghívták, hogy képviselje Németországot a világ első nemzetközi sakkversenyén Londonban, 1851-ben. Habozott elfogadni a meghívást mert pénztárcájához mérten a költségek magasra rúgtak.
Howard Staunton azonban felajánlotta, hogy ha szükséges, saját zsebéből állja Anderssen utazási költségeit, ha Anderssen nem nyeri el a torna díját. E nagylelkű ajánlat hatására Anderssen mégis Londonba utazott. A tornán legyőzte Lionel Kieserizkyt, Szén Józsefet, magát Stauntont, Marmaduke Wywillt, és ezzel megnyerte a versenyt.
Az 1851-es tornát sokan világbajnokságként aposztrofálják, bár ekkor még nem volt használatban ez a szó, mivel az első világbajnokságot 1886-ban rendezték. Mindazonáltal győzelmével Anderssen a világ legjobb sakkozójának hírnevét szerezte meg.
Két játszmája különös megbecsülést szerzett a számára, amelyeket jelentős áldozatokat vállalva nyert meg. Az egyik 1851-ben Lionel Kieseritzky elleni partiban feláldozta az egyik futóját, mindkét bástyáját, végül még a vezért is. A másik játszmát a következő évben Berlinben vívta Jean Dufresne ellen. Ebben az áldozat az előzőnél szerényebb volt, de még így is magába foglalta a vezért és még egy figurát. E két játszma azon kevés sakkjátszma közé tartozik, amelyeket külön néven ismer a sakktörténet: a Dufresne elleni „az örökzöld játszma”, a Kieseritzky elleni partit „a halhatatlan játszma” néven emlegetik.

## Fordítás
- Ez a szócikk részben vagy egészben  az   Adolf Anderssen című angol Wikipédia-szócikk ezen változatának fordításán alapul.  Az eredeti cikk szerkesztőit annak laptörténete sorolja fel. Ez a jelzés csupán a megfogalmazás eredetét és a szerzői jogokat jelzi, nem szolgál a cikkben szereplő információk forrásmegjelöléseként.